# Lijst van spelers van het Japanse voetbalelftal
Deze lijst van spelers van het Japanse voetbalelftal geeft een overzicht van alle voetballers die minimaal twintig interlands achter hun naam hebben staan voor Japan. Vetgedrukte spelers zijn in 2023 nog voor de nationale ploeg uitgekomen.

## Overzicht
- Bijgewerkt tot en met de vriendschappelijke interland tegen  Tunesië op 17 oktober 2023

| Naam speler          | Debuut | Laatst | Interlands | Goals |
| -------------------- | ------ | ------ | ---------- | ----- |
| Yasuhito Endo        | 2002   | 2015   | 152        | 15    |
| Yuto Nagatomo        | 2008   | 2022   | 142        | 4     |
| Maya Yoshida         | 2010   | 2022   | 127        | 12    |
| Masami Ihara         | 1988   | 1999   | 122        | 5     |
| Shinji Okazaki       | 2008   | 2019   | 119        | 50    |
| Yoshikatsu Kawaguchi | 1997   | 2008   | 117        | 0     |
| Makoto Hasebe        | 2006   | 2018   | 114        | 2     |
| Yuji Nakazawa        | 1999   | 2010   | 112        | 17    |
| Keisuke Honda        | 2008   | 2018   | 98         | 37    |
| Shunsuke Nakamura    | 2000   | 2010   | 98         | 24    |
| Shinji Kagawa        | 2008   | 2019   | 97         | 31    |
| Eiji Kawashima       | 2008   | 2022   | 95         | 0     |
| Yasuyuki Konno       | 2005   | 2017   | 93         | 4     |
| Kazuyoshi Miura      | 1990   | 2000   | 89         | 56    |
| Junichi Inamoto      | 2000   | 2010   | 83         | 5     |
| Alessandro Santos    | 2002   | 2006   | 82         | 7     |
| Yuichi Komano        | 2005   | 2013   | 78         | 1     |
| Seigo Narazaki       | 1998   | 2010   | 78         | 0     |
| Hidetoshi Nakata     | 1997   | 2006   | 77         | 10    |
| Hiroki Sakai         | 2012   | 2022   | 75         | 1     |
| Genki Haraguchi      | 2011   | 2022   | 74         | 11    |
| Atsuto Uchida        | 2008   | 2015   | 74         | 2     |
| Keiji Tamada         | 2004   | 2010   | 72         | 16    |
| Tetsuji Hashiratani  | 1988   | 1995   | 71         | 6     |
| Tsuneyasu Miyamoto   | 2000   | 2006   | 71         | 3     |
| Kengo Nakamura       | 2006   | 2013   | 68         | 6     |
| Hiroshi Nanami       | 1995   | 2001   | 67         | 9     |
| Akira Kaji           | 2003   | 2008   | 64         | 2     |
| Hiroaki Morishima    | 1995   | 2002   | 64         | 12    |
| Satoshi Tsunami      | 1980   | 1995   | 64         | 2     |
| Takashi Fukunishi    | 1999   | 2006   | 62         | 7     |
| Kunishige Kamamoto   | 1964   | 1977   | 61         | 55    |
| Yoshito Okubo        | 2003   | 2014   | 60         | 6     |
| Gaku Shibasaki       | 2014   | 2022   | 60         | 3     |
| Hideki Maeda         | 1975   | 1988   | 59         | 7     |
| Nobuo Fujishima      | 1972   | 1979   | 58         | 6     |
| Yoshikazu Nagai      | 1971   | 1979   | 58         | 8     |
| Motohiro Yamaguchi   | 1995   | 1998   | 58         | 5     |
| Atsushi Yanagisawa   | 1998   | 2006   | 58         | 17    |
| Tsuyoshi Kitazawa    | 1991   | 1999   | 57         | 3     |
| Koji Nakata          | 2000   | 2007   | 57         | 2     |
| Yuya Osako           | 2013   | 2022   | 57         | 25    |
| Naoki Soma           | 1995   | 1999   | 57         | 4     |
| Naohiro Takahara     | 2000   | 2008   | 57         | 23    |
| Hiromi Hara          | 1978   | 1988   | 56         | 24    |
| Shinji Ono           | 1998   | 2008   | 56         | 6     |
| Mitsuo Ogasawara     | 2002   | 2010   | 55         | 7     |
| Takayuki Suzuki      | 2001   | 2005   | 55         | 11    |
| Wataru Endo          | 2015   | 2023   | 54         | 2     |
| Masashi Nakayama     | 1990   | 2003   | 53         | 21    |
| Hiroshi Ochiai       | 1974   | 1979   | 53         | 6     |
| Aritatsu Ogi         | 1963   | 1976   | 52         | 6     |
| Yuki Abe             | 2005   | 2011   | 53         | 3     |
| Junya Ito            | 2017   | 2023   | 49         | 13    |
| Takumi Minamino      | 2015   | 2023   | 49         | 17    |
| Mitsuhisa Taguchi    | 1975   | 1984   | 48         | 0     |
| Hotaru Yamaguchi     | 2013   | 2019   | 48         | 3     |
| Takuma Asano         | 2015   | 2023   | 47         | 9     |
| Takumi Horiike       | 1986   | 1995   | 47         | 2     |
| Teruki Miyamoto      | 1961   | 1971   | 47         | 14    |
| Mahahiro Fukuda      | 1990   | 1995   | 45         | 9     |
| Takaji Mori          | 1966   | 1975   | 45         | 1     |
| Ryuichi Sugiyama     | 1961   | 1971   | 45         | 10    |
| Yutaka Akita         | 1995   | 2003   | 44         | 4     |
| Toshihiro Hattori    | 1996   | 2003   | 44         | 2     |
| Takuya Takagi        | 1992   | 1997   | 44         | 28    |
| Hisashi Kato         | 1978   | 1987   | 43         | 3     |
| Hiroshi Kiyotake     | 2011   | 2017   | 43         | 5     |
| Marcus Tulio Tanaka  | 2006   | 2010   | 43         | 8     |
| Nobutoshi Kaneda     | 1977   | 1984   | 42         | 5     |
| Gotoku Sakai         | 2012   | 2018   | 42         | 0     |
| Masato Morishige     | 2013   | 2017   | 41         | 2     |
| Yoshitada Yamaguchi  | 1965   | 1973   | 41         | 0     |
| Kuniya Daini         | 1972   | 1976   | 40         | 0     |
| Naoki Matsuda        | 2000   | 2005   | 40         | 1     |
| Shigetatsu Matsunaga | 1988   | 1995   | 40         | 0     |
| Akihiro Nishimura    | 1980   | 1988   | 40         | 2     |
| Keisuke Tsuboi       | 2003   | 2007   | 40         | 0     |
| Shigeo Yaegashi      | 1956   | 1968   | 40         | 10    |
| Daishiro Yoshimura   | 1970   | 1976   | 40         | 4     |
| Ritsu Doan           | 2018   | 2023   | 39         | 6     |
| Kazushi Kimura       | 1979   | 1986   | 39         | 15    |
| Kozo Arai            | 1970   | 1977   | 38         | 4     |
| Shuichi Gonda        | 2010   | 2022   | 38         | 0     |
| Mitsuo Kamata        | 1958   | 1969   | 38         | 3     |
| Seichiro Maki        | 2005   | 2009   | 38         | 8     |
| Tomoaki Makino       | 2010   | 2019   | 38         | 4     |
| Ryuzo Morioka        | 1999   | 2003   | 38         | 0     |
| Akira Narahashi      | 1994   | 2003   | 38         | 0     |
| Kenzo Yokoyama       | 1965   | 1974   | 38         | 0     |
| Takashi Inui         | 2009   | 2019   | 36         | 6     |
| Takehiro Tomiyasu    | 2018   | 2023   | 36         | 1     |
| Shoji Jo             | 1995   | 2001   | 35         | 6     |
| Nobuo Kawakami       | 1970   | 1977   | 35         | 0     |
| Masakatsu Miyamoto   | 1959   | 1970   | 35         | 1     |
| Hajime Moriyasu      | 1992   | 1996   | 35         | 2     |
| Masashi Watanabe     | 1958   | 1969   | 34         | 12    |
| Tatsuhiko Kubo       | 1998   | 2006   | 33         | 11    |
| Ryoichi Maeda        | 2007   | 2013   | 33         | 10    |
| Michihiro Ozawa      | 1956   | 1964   | 33         | 0     |
| Mitsunori Yoshida    | 1989   | 1993   | 33         | 2     |
| Eijun Kiyokumo       | 1974   | 1979   | 32         | 0     |
| Ruy Ramos            | 1990   | 1995   | 32         | 1     |
| Makoto Tanaka        | 2004   | 2006   | 32         | 0     |
| Atsuyoshi Furuta     | 1971   | 1978   | 31         | 0     |
| Daisuke Matsui       | 2003   | 2011   | 31         | 1     |
| Shusaku Nishikawa    | 2009   | 2016   | 31         | 0     |
| Hisato Sato          | 2006   | 2010   | 31         | 4     |
| Hiroyuki Usui        | 1974   | 1984   | 31         | 12    |
| Koichi Hashiratani   | 1981   | 1986   | 30         | 3     |
| Hajime Hosogai       | 2010   | 2014   | 30         | 1     |
| Daichi Kamada        | 2019   | 2023   | 30         | 6     |
| Norio Omura          | 1995   | 1998   | 30         | 4     |
| Hiroshi Katayama     | 1961   | 1971   | 29         | 0     |
| Yoshinori Muto       | 2014   | 2019   | 29         | 3     |
| Akinori Nishizawa    | 1997   | 2002   | 29         | 11    |
| Hiroshige Yanagimoto | 1995   | 1997   | 29         | 0     |
| Takefusa Kubo        | 2019   | 2023   | 28         | 2     |
| Keita Suzuki         | 2006   | 2008   | 28         | 0     |
| Kenta Hasegawa       | 1989   | 1995   | 27         | 4     |
| Yasuto Honda         | 1995   | 1997   | 27         | 1     |
| Ryuzo Hiraki         | 1954   | 1962   | 27         | 1     |
| Yasuhiko Okudera     | 1972   | 1986   | 27         | 8     |
| Takashi Usami        | 2015   | 2019   | 27         | 3     |
| Mitsuo Watanabe      | 1974   | 1979   | 27         | 4     |
| Mitsunori Fujiguchi  | 1972   | 1978   | 26         | 2     |
| Teruyoshi Ito        | 1997   | 2001   | 26         | 0     |
| Hidemasa Morita      | 2018   | 2023   | 26         | 2     |
| Masashi Motoyama     | 2000   | 2006   | 26         | 0     |
| Tomokazu Myojin      | 2000   | 2002   | 26         | 3     |
| Keizo Imai           | 1974   | 1979   | 25         | 0     |
| Atsuhiro Miura       | 1999   | 2005   | 25         | 1     |
| Masayuki Okano       | 1995   | 1999   | 25         | 2     |
| Daisuke Oku          | 1998   | 2003   | 25         | 2     |
| Tetsuo Sugamata      | 1978   | 1983   | 25         | 0     |
| Toshiya Fujita       | 1995   | 2005   | 24         | 3     |
| Saburo Kawabuchi     | 1958   | 1965   | 24         | 6     |
| Hisashi Kurosaki     | 1989   | 1997   | 24         | 5     |
| Kazuo Saito          | 1976   | 1984   | 24         | 0     |
| Masafumi Yokoyama    | 1979   | 1983   | 24         | 6     |
| Ko Itakura           | 2019   | 2023   | 22         | 1     |
| Takafumi Mizunuma    | 1984   | 1989   | 22         | 5     |
| Ao Tanaka            | 2019   | 2023   | 22         | 6     |
| Shogo Taniguchi      | 2015   | 2023   | 22         | 1     |
| Tetsuya Totsuka      | 1980   | 1985   | 22         | 3     |
| Kyogo Furuhashi      | 2019   | 2023   | 21         | 5     |
| Masahiko Inoha       | 2011   | 2014   | 21         | 1     |
| Toshinobu Katsuya    | 1985   | 1993   | 21         | 0     |
| Masashi Oguro        | 2005   | 2008   | 21         | 4     |
| Takeshi Okada        | 1980   | 1985   | 21         | 1     |
| Ryozo Suzuki         | 1961   | 1968   | 21         | 0     |
| Masaaki Yokotami     | 1974   | 1977   | 21         | 0     |
| Yuzo Kurihara        | 2006   | 2013   | 20         | 3     |
| Wagner Lopes         | 1997   | 1999   | 20         | 5     |
| Masakiyo Maezono     | 1994   | 1997   | 20         | 4     |
| Masanao Sasaki       | 1988   | 1991   | 20         | 0     |
| Gen Shoji            | 2015   | 2021   | 20         | 1     |

JFA · A-Internationals · Selecties · Bondscoaches · Statistieken · Olympisch elftal · Japans vrouwenelftal · Japan U21 · Japan U20 · Japan U19 · Japan U18 · Japan U17
1910 – 1949 · 
1950 – 1959 · 
1960 – 1969 · 
1970 – 1979 · 
1980 – 1989 · 
1990 – 1999 · 
2000 – 2009 · 
2010 – 2019 · 
2020 – 2029
CC 1995 · 
CC 2001 · 
CC 2003 · 
CC 2005
WK 1998 · 
WK 2002 · 
WK 2006 · 
WK 2010 · 
WK 2014 · 
WK 2018
OS 1936 · 
OS 1956 ·
OS 1964 · 
OS 1968 · 
OS 1996 ·
OS 2000 ·
OS 2004 ·
OS 2008 ·
OS 2012 ·
OS 2016 ·
OS 2020
1917 · 
1918 · 1919 · 
1921 · 
1922 · 
1923 · 
1924 · 
1925 · 
1926 · 
1927 · 
1928 · 1929 · 
1930 · 
1931 · 1932 · 1933 · 
1934 · 
1935 · 
1936 · 
1937 · 1938 · 
1939 · 
1940 · 
1941 · 
1942 · 
1943 – 1950 · 
1951 · 
1952 · 1953 · 
1954 · 
1955 · 
1956 · 
1957 · 
1958 · 
1959 · 
1960 · 
1961 · 
1962 · 
1963 · 
1964 · 
1965 · 
1966 · 
1967 · 
1968 · 
1969 · 
1970 · 
1971 · 
1972 · 
1973 · 
1974 · 
1975 · 
1976 · 
1977 · 
1978 · 
1979 · 
1980 · 
1981 · 
1982 · 
1983 · 
1984 · 
1985 · 
1986 · 
1987 · 
1988 · 
1989 · 
1990 · 
1991 · 
1992 · 
1993 · 
1994 · 
1995 · 
1996 · 
1997 · 
1998 · 
1999 · 
2000 · 
2001 · 
2002 · 
2003 · 
2004 · 
2005 · 
2006 · 
2007 · 
2008 · 
2009 · 
2010 · 
2011 · 
2012 · 
2013 · 
2014 · 
2015 ·
2016 ·
2017 ·
2018 ·
2019 ·
2020 ·
2021 ·
2022
Afghanistan ·
Angola ·
Argentinië ·
Australië ·
Azerbeidzjan · 
Bahrein ·
Bangladesh ·
België ·
Bolivia ·
Bosnië en Herzegovina ·
Brazilië ·
Brunei ·
Bulgarije ·
Cambodja ·
Canada ·
Chili ·
China ·
Colombia ·
Costa Rica ·
Cyprus ·
Denemarken ·
Duitsland ·
Ecuador ·
Egypte ·
El Salvador ·
Engeland ·
Filipijnen ·
Finland ·
Frankrijk ·
Ghana ·
Griekenland ·
Guatemala ·
Haïti ·
Honduras ·
Hongarije ·
Hongkong ·
IJsland ·
India ·
Indonesië ·
Irak ·
Iran ·
Israël ·
Italië ·
Ivoorkust ·
Jamaica ·
Jemen ·
Joegoslavië ·
Jordanië ·
Kameroen ·
Kazachstan ·
Kirgizië ·
Koeweit ·
Kroatië ·
Letland ·
Luxemburg ·
Macau ·
Maleisië ·
Mali ·
Malta ·
Mexico ·
Mongolië ·
Montenegro ·
Myanmar ·
Nederland ·
Nepal ·
Nieuw-Zeeland ·
Nigeria ·
Noord-Korea ·
Noorwegen ·
Oekraïne ·
Oezbekistan ·
Oman ·
Oostenrijk ·
Pakistan ·
Palestina ·
Panama ·
Paraguay ·
Peru ·
Polen ·
Qatar ·
Roemenië ·
Rusland ·
Saoedi-Arabië ·
Schotland ·
Senegal ·
Servië ·
Servië en Montenegro ·
Singapore ·
Slowakije ·
Sovjet-Unie ·
Spanje ·
Sri Lanka ·
Syrië ·
Tadzjikistan ·
Taiwan ·
Thailand ·
Togo ·
Trinidad en Tobago ·
Tsjechië ·
Tunesië ·
Turkije ·
Turkmenistan ·
Uruguay ·
Venezuela ·
Verenigde Arabische Emiraten ·
Verenigde Staten ·
Vietnam ·
Wales ·
Wit-Rusland ·
Zambia ·
Zuid-Afrika ·
Zuid-Jemen ·
Zuid-Korea ·
Zuid-Vietnam ·
Zweden ·
Zwitserland
Australië (2006) · 
Brazilië (2006) · 
België (2018) · 
Colombia (2014) · 
Colombia (2018) ·
Denemarken (2010) ·
Duitsland (2022) · 
Frankrijk (2001) · 
Griekenland (2014) · 
Ivoorkust (2014) · 
Kameroen (2010) · 
Kroatië (2006) · 
Nederland (2010) ·
Polen (2018) ·
Senegal (2018) ·
Spanje (2022)